# Bulbophyllum lichenophylax
Bulbophyllum lichenophylax là một loài phong lan thuộc chi Bulbophyllum.